# Jose Ignazio Larramendi

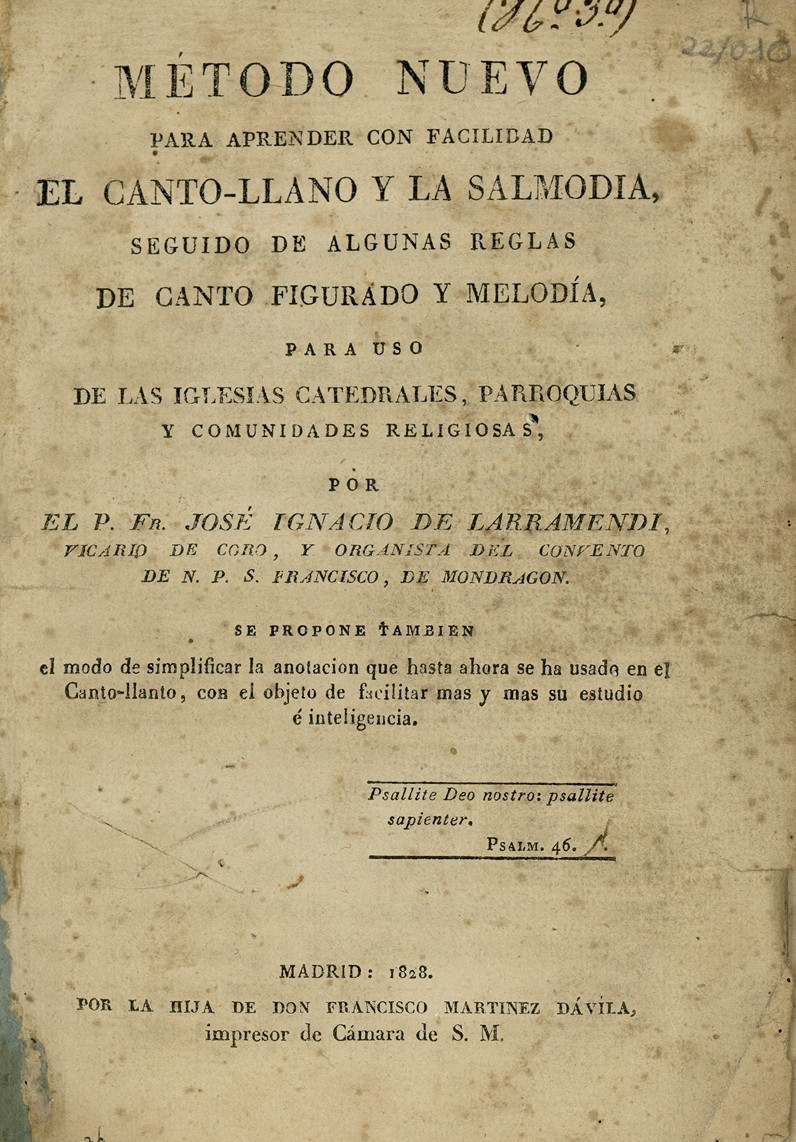
Método de Canto llano. José Ignacio Larramendi.

Jose Ignacio Larramendi Sorazu (Azcoitia, Guipúzcoa, 24 de enero de 1786-Mondragón, Guipúzcoa, 23 de marzo de 1855) fue un músico y sacerdote español.

## Biografía
Nació en Azcoitia en 1786. Profesó como franciscano en Aránzazu en 1804. Con motivo de la exclaustración de 1810 ocupó el cargo de organista en Tolosa hasta 1814 en que se retiró al convento de San Francisco. En 1821 se encuentra en el convento de Jesús en San Sebastián. En 1828 era vicario de coro en Mondragón, donde falleció el año 1855.
Fue una personalidad muy inquieta como músico. Era autoridad en el canto llano, llegando a componer en dicho canto el nuevo rezo, e imprimiendo en Madrid el Método Nuevo para aprender con facilidad el Canto Llano y la Salmodia el año 1928. 
Como compositor se conservan unas setenta y cinco obras. Entre las del género religioso destacan los villancicos en texto euskérico. Entre las instrumentales compuso obras de tecla, pero también música para banda. Buena señal del predicamento que tuvo su música en la época es la diversidad de archivos en los que se conservan sus obras.